# Star Model Z-45
El Star Z-45 era un subfusell espanyol, derivat del MP40 alemany.

## Disseny
Els seus mecanismes interns són semblants als del MP40. Però al contrari del subfusell alemany, el Z-45 té un selector de tret que li permet disparar en mode semiautomàtic o en mode automàtic. L'arma es va fabricar en versions amb culata plegable i amb culata fixa de fusta. La recambra del canó del Z-45 estava acanalada per facilitar l'extracció del potent cartutx 9 x 23 Llarg. La majoria dels Z-45 van ser subministrats amb un carregador de 30 cartutxos, però també estava disponible un carregador de 10 cartutxos per als oficials de policia o guàrdies de presó.
També es van produir versions que disparaven els cartutxos 9 x 19 Parabellum, .38 Super i .45 ACP, ja que el canó podia reemplaçar-se amb facilitat.

## Servei i historial de combat
Va ser dissenyat entre 1943 i 1945. El Star Z-45 va ser adoptat per la Guàrdia Civil el 1945, pel Cos de Policia Armada i de Trànsit a l'any següent, per la Força Aèria el 1947 i finalment per l'Exèrcit el 1948. Va ser emprat en combat durant la guerra d' Ifni contra l'Exèrcit d' Alliberament Marroquí.

## Usuaris
- Angola[6]
- Aràbia Saudita[4]
- Xile[4]
- Cuba[7]
- Egipte[8]
- Espanya[9]
- Mauritània[10]
- Perú[11]
- Portugal[12]
- Uruguai[4]
- Zimbàbue[4]